# Мельничук Степан Зиновійович
Степа́н Зино́війович Мельничу́к (нар. 22 лютого 1979, Львів, Українська РСР) — український спортивний функціонер у таких видах спорту як футзал і пляжний гандбол. Президент української футзальної Екстра-ліги, перший віце-президент АПГУ. Віце-президент, голова комітету інформаційного забезпечення, а також член президії спілки громадських організацій Спортивного комітету України.

## Життєпис
З 1996 по 2002 рік навчався у Львівському державному університеті фізичної культури за спеціальністю фізичне виховання. Кваліфікація - магістр з фізичного виховання та спорту. З 2003 по 2006 рік навчався на аспірантурі цього ж університету. У 2008 році вступив у Львівську політехніку на спеціальність «менеджмент зовнішньоекономічної діяльності».
- 2001-2002 — викладач фізичного виховання у львівській середній школі № 66.
- 2005-2006 — заступник начальника відділу маркетингу всеукраїнського центру фізичного здоров’я населення «Спорт для всіх».
- 2006 по сьогодні — перший віце-президент всеукраїнської громадської організації «Асоціація пляжного гандболу України».
- 2007-2009 — радник заступника міністра Міністерства у справах сім’ї, молоді та спорту України.  Начальник штатної збірної команди України з гандболу Міністерства у справах сім’ї, молоді та спорту.
- 2009-2010 — виконавчий директор спілки громадських організацій «Спортивний комітет України».
- 2010 по сьогодні — голова комітету інформаційного забезпечення, член президії спілки громадських організацій Спортивний комітет України.
- 2011 по сьогодні — президент Асоціації футзальних клубів України «Екстра-ліга».
- 2012 по сьогодні — віце-президент Спортивного комітету України.

Влітку 2011 року за ініціативи низки клубів Степану Мельничуку довірили створення асоціації футзальних клубів України «Екстра-ліга», першим президентом якої він і став. 28 листопада 2011 року був переобраний на цій посаді.

## Нагороди
- Подяка Львівського державного університету фізичної культури (2004 р.)
- Почесна грамота Кабінету Міністрів України (2008 р.)
- Подяка Спортивного комітету України (2012 р.)

## Сім'я
Одружений, має доньку.